# Gesta Berengarii imperatoris
Die Gesta Berengarii imperatoris, ein panegyrisches Gedicht auf Berengar I., den König von Italien (ab 888) und Kaiser (ab 915), umfasst 1090 Hexameter. Das Werk muss zwischen 915 und 924 entstanden sein (wohl um das Jahr 916), als Berengar Kaiser war. 

## Überlieferung und Inhaltliches
Die älteste überlieferte und einzige vollständige Handschrift befindet sich spätestens seit 1821 in der venezianischen Biblioteca Marciana (ms. lat. XII, 45 (= ms. 4165)). Das aus 22 Blättern bestehende Manuskript stammt aus der 2. Hälfte des 10. oder dem frühen 11. Jahrhundert und enthält zahlreiche zeitgenössische Marginalien. Eine jüngere Handschrift befindet sich im Vatikan (Biblioteca Apostolica Vaticana, Urbin. lat. 1120, f. 11v–12r saec. xiv, aus Verona). Die Handschrift aus der ersten Hälfte des 14. Jahrhunderts enthält 70 Zeilen der Gesta.
Das in vier Bücher gegliederte Werk – vorangestellt ist ein Prolog im Umfang von 32 Versen – wurde von einem nicht genannten Geistlichen aus Verona verfasst, vielleicht von Berengars Kanzler, dem Bischof Johannes von Verona. Die Darstellung umfasst den Zeitraum von 887 bis zur Kaiserkrönung Berengars.
Prolog (arxetai prologos, es beginnt der Prolog) und Liber I (arxetai to panegyrikon Berengariou tou aniketou kaisaros, es beginnt das Lobgedicht zu Ehren des unbesiegbaren Kaisers Berengar) tragen Titel in griechischer Sprache, woraus entnommen wurde, der Autor habe über eine hohe Bildung verfügt. Dieser habe an die spätrömische Tradition der Panegyrik anknüpfen wollen, wie sie in dieser Form bereits Claudian und Sidonius Apollinaris praktiziert haben. Das Werk ist Thalia gewidmet, der Muse der komischen Dichtung und der Unterhaltung, nicht der Klio, der Muse der Heldendichtung und der Geschichtsschreibung. Die Dichtung weist auffällige Übereinstimmungen mit dem Waltharius auf.

## Editionen
- Henricus Valesius: Carmen panegyricum de laudibus Berengarii Aug. et Adalberonis episcopi Laudunensis ad Rotbertum regem Francorum carmen, Paris 1663, S. 19–56 (editio princeps). (Digitalisat)
- Gottfried Wilhelm Leibniz: Incerti auctoris Carmen panegyricum in laudem Berengarii augusti (=Scriptores rerum Brunsvicensium 1), Hannover 1707, S. 235–256. (Digitalisat)
- Paul von Winterfeld, MGH Poetae, 4/1: Poetae Latini aevi Carolini, Berlin 1899, S. 354–401. (Digitalisat bei den MGH)

## Übersetzungen
- Francesco Stella, Giuseppe Albertoni: Gesta Berengarii. Scontro per il regno nell’Italia del X secolo, Ospedaletto (Pisa) 2009, S. 51–129 (italienische Übersetzung parallel zum lateinischen Text, basierend auf der ed. Winterfeld). (academia.edu)
- Matteo Taddei: Le Gesta di Berengario Imperatore. Gesta Berengarii Imperatoris (X sec.), Pisa 2013 (wie Stella).
- Francois Bougard: Le couronnement impérial de Bérenger Ier (915) d’après les Gesta Berengarii imperatoris. Histoire et historiographie au Moyen Âge. Mélanges Michel Sot, hrsg. von M. Coumert, Paris 2012, 329–343 (mit Übersetzung von Liber IV, 83–200 ins Französische).